# Camden Town (stanice metra v Londýně)

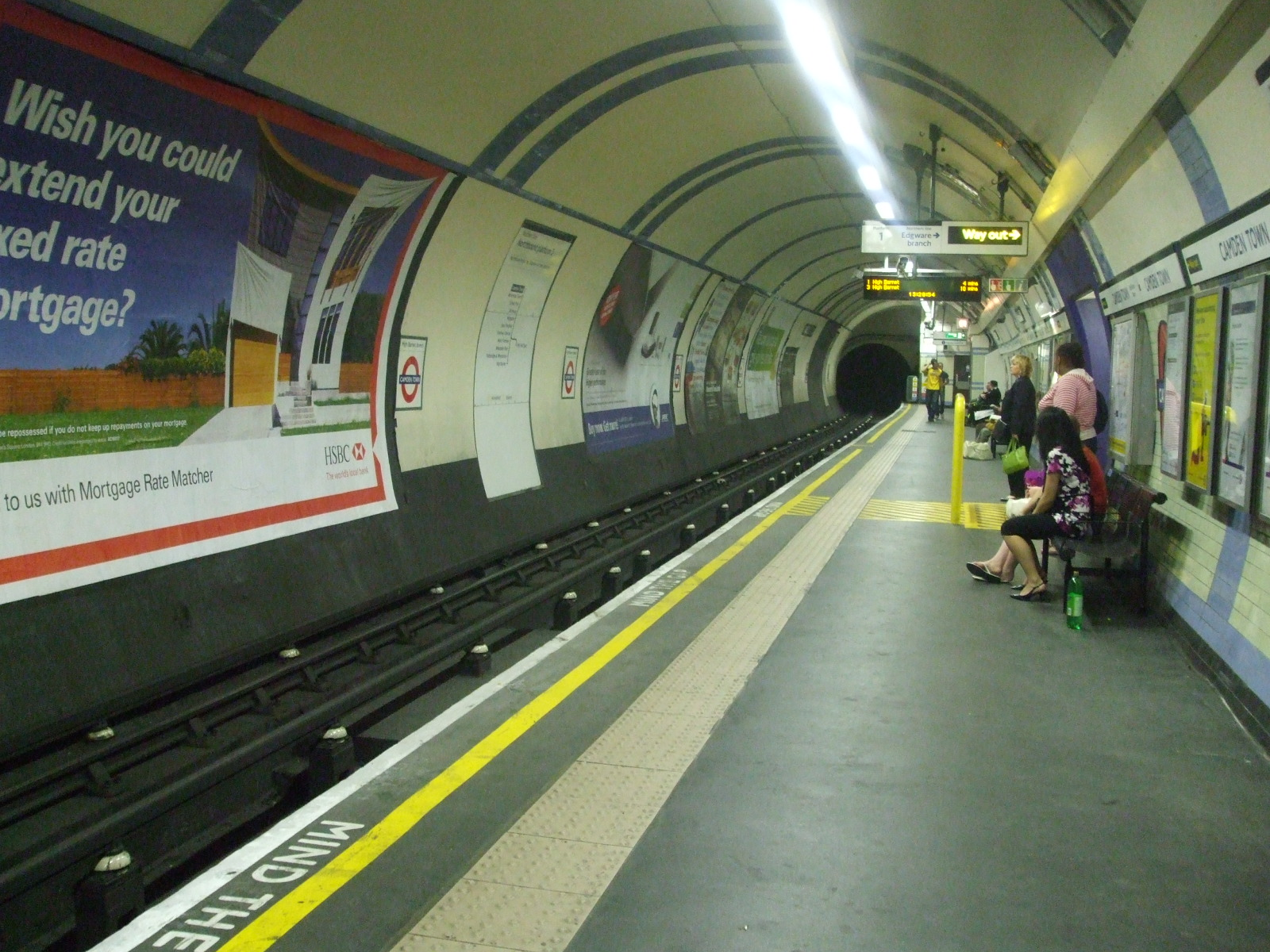
Nástupiště pro směr na High Barnet

Camden Town je přestupní stanice londýnského metra na lince Northern line. Je významným přestupním uzlem a důležitým křížením jednotlivých větví této linky a jedná se o jednu z nejfrekventovanějších stanic v systému londýnského metra. Je obzvláště rušná o víkendech díky návštěvníkům soustavy trhů souborně nazývaných jako Camden Markets, a aby se proto zabránilo tlačenicím, slouží v neděli pouze pro výstup. Směrem na sever jsou následující stanice Chalk Farm na větvi Edgware a Kentish Town na větvi High Barnet. Směrem na jih jsou následující stanice Mornington Crescent na větvi Charing Cross a Euston na větvi Bank.
Stanice leží v lokalitě Camden Town ve správním obvodě Camden a je v tarifní zóně 2.

## Historie

### ŽelezniceCharing Cross, Euston and Hampstead Railway

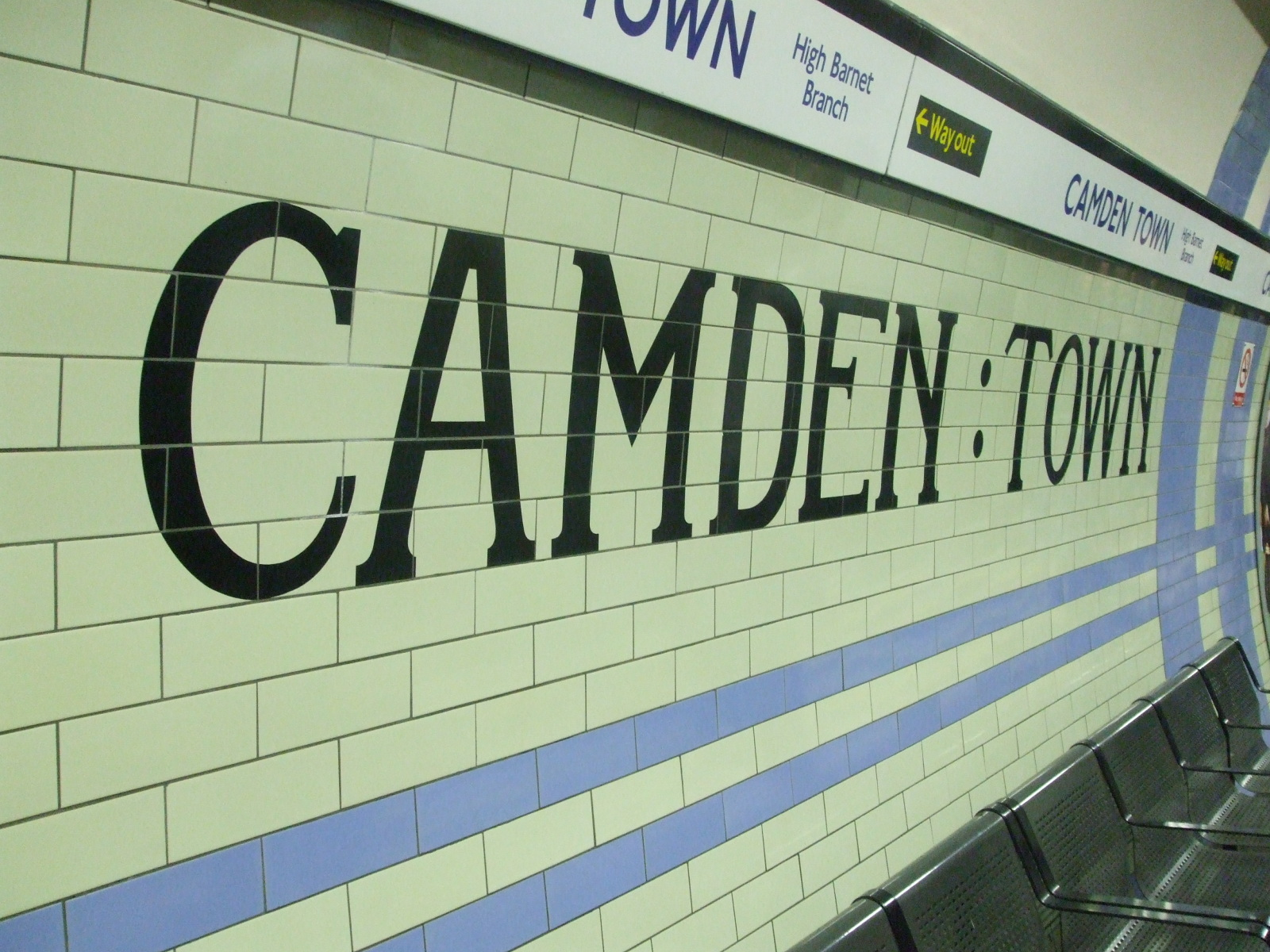
Výrazné secesní obklady na nástupištích

Stanice byla nejprve navržena jako součást původní trasy železnice Charing Cross, Euston and Hampstead Railway (CCE&HR; nyní součást linky Northern line). Návrhy trasy existovaly od roku 1893, ale stavba nezačala, dokud americký podnikatel Charles Tyson Yerkes neinvestoval do projektu v říjnu 1900. Práce začaly v červenci 1902 a stanice byla otevřena 22. června 1907 Davidem Lloydem Georgem, tehdy ministrem obchodu. Vzhledem k tomu, že se zde linka větvila na dvě trasy, do stanice Hampstead a do stanice Highgate, byl návrh stanice poněkud neobvyklý, a sice do tvaru písmene „V“. Staniční budova na povrchu byla navržena architektem společnosti Underground Electric Railways of London (UERL) Lesliem Greenem a nese všechny znaky jeho rukopisu včetně fasády obložené krvavě rudou kameninou. Trasa tunelů ke stanici Hampstead (nyní větev Edgware) je pod ulicí Chalk Farm Road, zatímco trasa tunelů směrem na stanici Highgate (nyní větev High Barnet) se nalézá pod ulicí Kentish Town Road. Vzhledem k tomu, že obě ulice jsou úzké a bylo potřeba stavět tunely přímo pod nimi, aby se při stavbě nemuselo platit odškodnění vlastníkům pozemků, jsou na obou větvích nástupiště umístěny nad sebou, pro vlaky jedoucí na sever přímo nad nástupišti pro vlaky jedoucí na jih.
V hrotu písmena „V“ byla křížení umožňující vlakům směřujícím na sever, aby se dostaly na svou příslušnou severní větev, a také umožňující vlakům směřujícím na jih z jednotlivých severních větví, aby se napojily na tehdy jedinou trasu na jih. To vedlo ke vzniku čtyř spojovacích tunelů. Když se linky železnice CCE&HR a železnice City & South London Railway (C&SLR) spojily poté, co se 1. ledna 1913 stala železnice C&SLR součástí holdingu Underground Electric Railways Company of London,  bylo navrženo krátké prodloužení železnice C&SLR od její konečné stanice Euston se záměrem fyzicky ji propojit se železnicí CCE&HR na jih od stanice Camden Town. Toto prodloužení umožnilo, aby vlaky z větve City (nyní označované jako větev Bank) a větve West End (nyní označované jako větev Charing Cross) obsluhovaly větve Hampstead (nyní větev Edgware) i Highgate (nyní větev High Barnet). Trasa železnice C&SLR byla prodloužena do stanice Camden Town dne 20. dubna 1924. Stavební práce potřebné k propojení obou tras ve stanici Camden Town byly jedním z nejambicióznějších projektů v dějinách londýnského metra a byly prováděny bez narušení stávajícího provozu. Vzniklý tunelový rozplet se čtyřmi novými tunely umožňuje vlakům přijíždějícím z obou severních větví (větve Edgware nebo High Barnet) pokračovat za stanicí Camden Town na trasy větví Bank nebo Charing Cross bez úrovňových kříženi. Tato vícenásobná tunelová křížení se nalézají pod ulicí Camden High Street.
Původní výtahy a nouzová schodiště k nástupištím se nacházely v hrotu písmena „V“, vedoucím ke čtyřem spojovacím chodbám, po jedné pro každé nástupiště, se zpátečními průchody zpět k výtahům. Se rostoucím provozem a zvyšujícím se návalem cestujících byly výtahy později nahrazeny eskalátory, které byly uvedeny do provozu 7. října 1929. Eskalátorová šachta směřovala ze staniční budovy do haly na severním konci nástupišť. Toto řešení mělo pouze dva páry paralelních průchodů, jeden pro každou větev (pro vlaky směřující na sever), a dále po jednom malém bočním průchodu vedoucím na dolní nástupiště pro vlaky směřující na jih. Jeden pár původních spojovacích chodeb k výtahům se stal součástí ventilačního systému, zatímco zbývající pár těchto chodeb zůstal funkční a zvyšuje zmatenost stanice.

### Linka Northern line
Linka známá mnoho let po sloučení jako linka "Edgware-Morden", byla oficiálně označena jako linka Northern line od 28. srpna 1937.
Stanice byla poškozena bombou 14. října 1940 během bombardování Londýna nacistickou Luftwaffe v době druhé světové války. Jedna osoba byla zabita. Krátce poté byla stanice Camden Town vybrána jako jedna z osmi stanic na lince Northern line, v nichž byly speciálně pro tento účel vyhloubeny protiletecké kryty schopné pojmout 640 000 osob.

### Vykolejení vlaku v roce 2003
Dne 19. října 2003 na výhybkách na jednom ze spojovacích tunelů vykolejil vlak metra, což způsobilo škody natolik vážné, že byla linka, přestože nedošlo k vážným zraněním, uzavřena na více než týden. Vagóny číslo 51722 a 52722 (z roku 1995) byly nárazem vážně poškozeny. Po nehodě byl provoz vlaků částečně omezen: vlaky z větve Edgware mohly pokračovat pouze do větve Bank a vlaky z větve High Barnet pouze do větve Charing Cross. Toto omezení trvalo po určitou dobu, během níž se intenzivně zvažovalo, zda bude trvalé (zejména proto, že by to usnadnilo řízení provozu na obou větvích vedených středem Londýna). Nicméně všechna křížení byla nakonec obnovena v březnu 2004.
Společná zpráva společnosti London Underground a její správcovské firmy Tube Lines dospěla k závěru, že hlavní příčinou vykolejení byla špatná geometrie koleje a zvýšené tření, které vzniklo v důsledku rýh na nově instalovaném souboru výhybek. To vedlo k tomu, že přední kolo posledního vozu vyšplhalo okolkem na hlavu kolejnice a vykolejilo. Trať v místě vykolejení je ve velmi těsném ohybu v stísněném tunelu, což brání náklonu trati zanořením jedné kolejnice oproti druhé, což by jinak bylo normální řešení v takovém případě.

### Plány na přestavbu stanice
Stanice je mimořádně rušná o víkendech kvůli turistům navštěvujícími trh Camden Market a ulici Camden High Street, a to do té míry, že slouží v neděli odpoledne pouze pro výstup, aby se zabránilo tlačenicím na úzkých nástupištích stanice. Předpokládá se, že kongesce na stávající stanici se pravděpodobně zhorší do té míry, že by vstup do ní mohl být v budoucnu zakázán i v sobotu. Proto společnost London Underground předložila plány na přestavbu stanice.
Přestavba stanice by zmírnila kongesci, umožnila, aby stanice zůstala během běžných provozních hodin otevřená, a zajistila bezbariérový přístup pro zdravotně postižené. Dále by přestavba umožnila snadnější přestup a usnadnila plánované rozdělení linky Northern Line s cílem zvýšit kapacitu linky jako celku. Kromě toho by celkově zlepšila prostředí ve stanice.
Byla naplánována úplná přestavba prostor nástupišť, demolice původního prostoru výtahové šachty a současné haly na úpatí eskalátorů a jejich nahrazení velkým dvouúrovňovým atriem, přičemž horní úroveň by měla podobu balkónu, s četnými prostupy na nástupiště a spojovacími eskalátory mezi podlažími. To vše by bylo dosažitelné novou sestavou eskalátorů.
Podle společnosti London Underground by snížení přetížení stanice vyžadovalo demolici staré staniční budovy. Kromě toho, aby byl zajištěn jak nový dočasný východ během stavebních prací, tak i dodržování moderních bezpečnostních norem, prohlásila společnost za nutné demolovat trh Buck Street Market (jeden z trhů Camden Markets), rokový klub Electric Ballroom, kostel a několik domů a obchodů na sever od stanice, na jižní straně ulice Buck Street.
Kromě nespokojenosti kvůli zničení jedné ze staničních budov s ikonickou fasádou obloženou krvavě rudou kameninou se objevila i značná polemika ohledně demolice budov na sever od stanice. Stížnosti se soustředily zejména na úmysl společnosti London Underground nahradit budovy moderními stavbami, které se zdály být nemístné a mino měřítko v porovnání se zbývající částí lokality Camden Town, nehledě na nevoli nad ztrátou samotných budov a trhu jako takových. To vyvolalo veřejné šetření. V lednu 2004 konzultanti nadnárodní inženýrské společnosti Arup zveřejnili plány schválené skupinou místních trhovců Save Camden („Zachraňte Camden“) na přestavbu, která by zachovala většinu ohrožených budov, včetně trhu. V roce 2005 neuspěl organizátor londýnské dopravy Transport for London se svým odvoláním k úřadu místopředsedy vlády a projekt byl zrušen.
V roce 2013 oznámil Transport for London nové plány na přestavbu s předpokládaným zahájením prací v roce 2020 a s uvažovaným dokončením do roku 2024/2025. Revidovaný projekt předpokládá, že nová staniční budova bude umístěna na místě opuštěné školy Hawley School místo na severní straně ulice Buck Street, čímž se Transport for London vyhne nutnosti demolovat jak původní stanici, tak i ostatní dříve ohrožené budovy.
Proces schvalování by měl pokračovat až do roku 2018, s veřejným šetřením a vládním rozhodnutím v letech 2019/2020.

## Dispoziční řešení stanice
Stanice Camden Town je jedna z pouze tří stanic, kde jsou možné přestupy mezi větvemi Bank a Charing Cross linky Northern line, a to nejsevernější z nich. Má složité uspořádání nástupišť: stejně jako její sesterská stanice Kennington má čtyři nástupiště, s přestupem mezi větvemi na sousedních nástupištích ve stejném podlaží.
Ale protože vlaky ve stanici Camden Town na rozdíl od stanice Kennington nekončí, neexistují zde koncová nástupiště, ani jednokolejná smyčka umožňující končícím vlaků otočit se. Všechny vlaky severní větve Edgware (ať už přijedou z větve Charing Cross nebo větve Bank) směřující na sever používají nástupiště 1, analogicky vlaky druhé severní větve High Barnet používají sousední nástupiště 3. Vlaky přijíždějící z obou severních větví používají nástupiště 2 a 4.

## Protiletecký kryt
Camden Town je jednou z osmi stanic londýnského metra, které mají pod sebou hlubinné protiletecké kryty. Kryt, který byl vybudován během druhé světové války, tvoří dva paralelní tubusy postavené tak, aby mohly být popřípadě využity pro uvažované budoucí expresní metro. Vstupy se nacházejí na ulici Buck Street (nedaleko trhu) a v ulici Underhill Street. Tunely krytu se nacházejí severně od ulice Hawley Crescent na jih k ulici Greenland Street.

## Dopravní návaznost

### Přestup mimo placený prostor
Camden Town se nalézá 450 metrů na jihozápad od stanice Camden Road na lince North London Line městské železnice London Overground. Organizátor dopravy v Londýně Transport for London umožňuje mezi oběma stanicemi (Camden Town a Camden Road) přestup, přestože je při přestupu nutné opustit placený prostor.

### Autobusy
Stanici obsluhují autobusové linky 24, 27, 29, 31, 88, 134, 168, 214, 253, 274, C2, noční linky N5, N20, N28, N29, N31, N253, N279, a dále linka 46 nedaleko.